# Szagos tapló
A szagos tapló (Osmoporus odoratum) a Gloeophyllaceae családba tartozó, Eurázsiában és Észak-Amerikában honos, fenyők korhadó törzsén élő, nem ehető gombafaj. 

## Megjelenése
A szagos tapló termőteste, 2-20 cm széles, kagylószerűen konzolos, vagy szabálytalan, gumószerű. Felszíne molyhos- bársonyos, ráncos, hullámos. Széle sokáig gömbölyű, ritkábban éles. Színe eleinte sárgás vagy narancsbarna, idősen feketésbarnára vagy rozsdabarnára sötétedik; növekvő széle narancsbarna.
Termőrétege pórusos, közepesen szűk pórusokkal (1-2/mm); vastagsága 5-10 mm. Színe eleinte sárga, később vörösbarnára sötétedik.
Húsa kemény, parafaszerű, színe fiatalon citromsárga, később fahéjbarna. Szaga erős, fűszeres, ánizsra vagy korianderre emlékeztet; íze keserű.
Spórapora fehér vagy halványsárga. Spórája elliptikus-hengeres, sima, mérete 7,5-9,5 x 3-4 µm.

### Hasonló fajok
A rézvörös lakkostapló, esetleg a sárga gévagomba hasonlíthat hozzá, de pórusos termőrétege, színe és ánizsszaga alapján jól azonosítható.   

## Elterjedése és termőhelye
Eurázsiában és Észak-Amerikában honos. Magyarországon nem gyakori.
Fenyőfélék (főleg luc) elhalt törzsén él, annak anyagában barnakorhadást okoz. Termőteste egész évben látható.

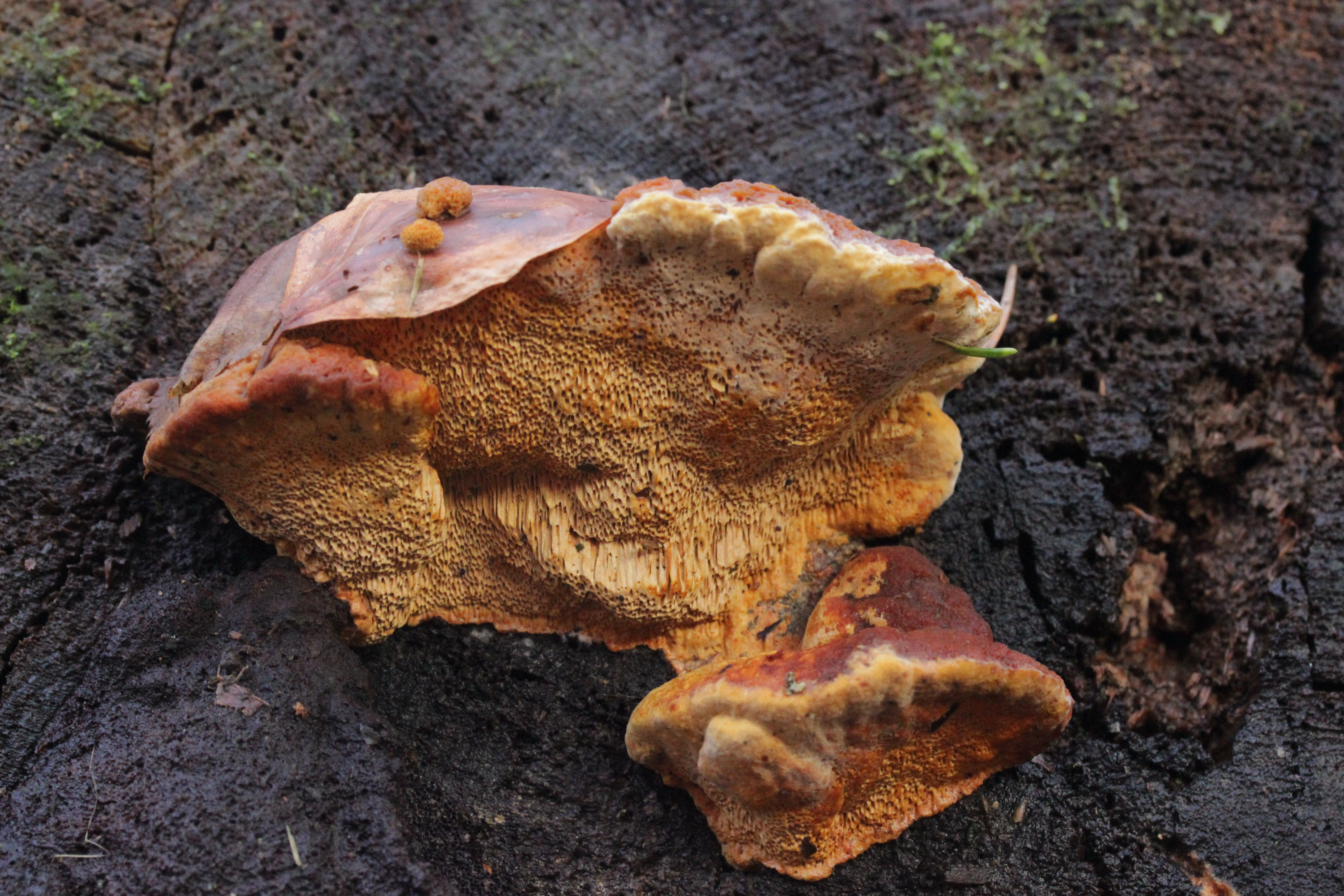
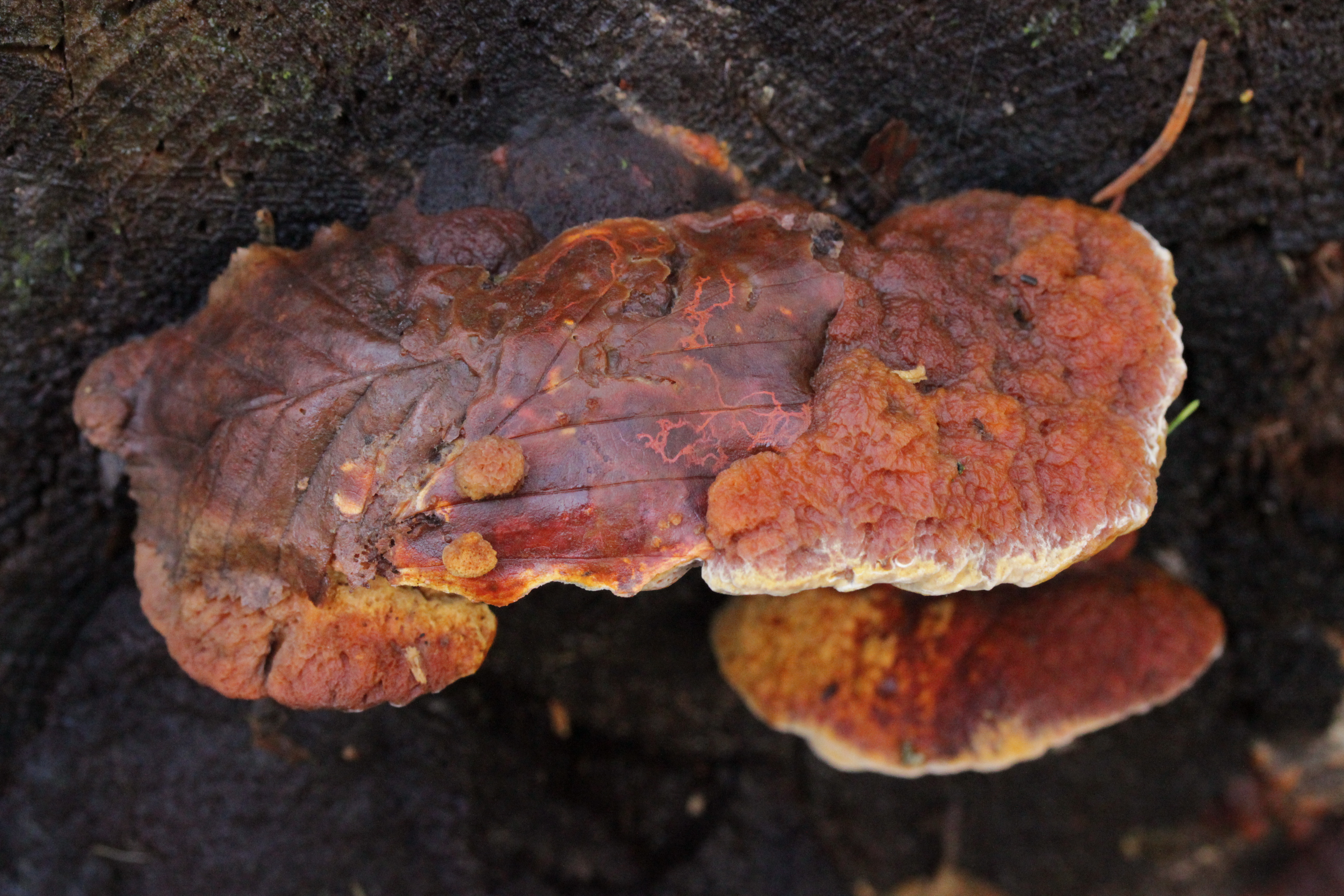
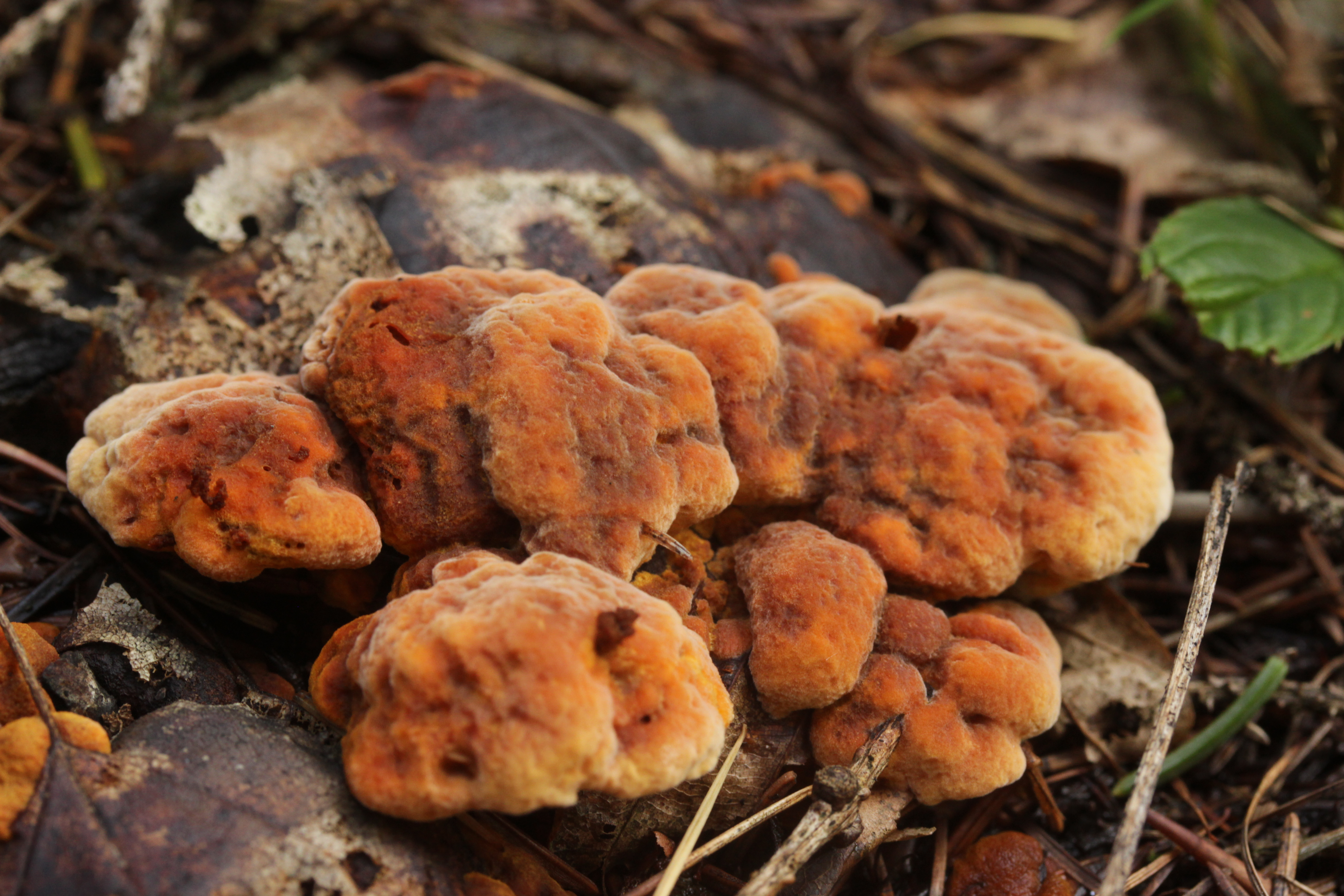
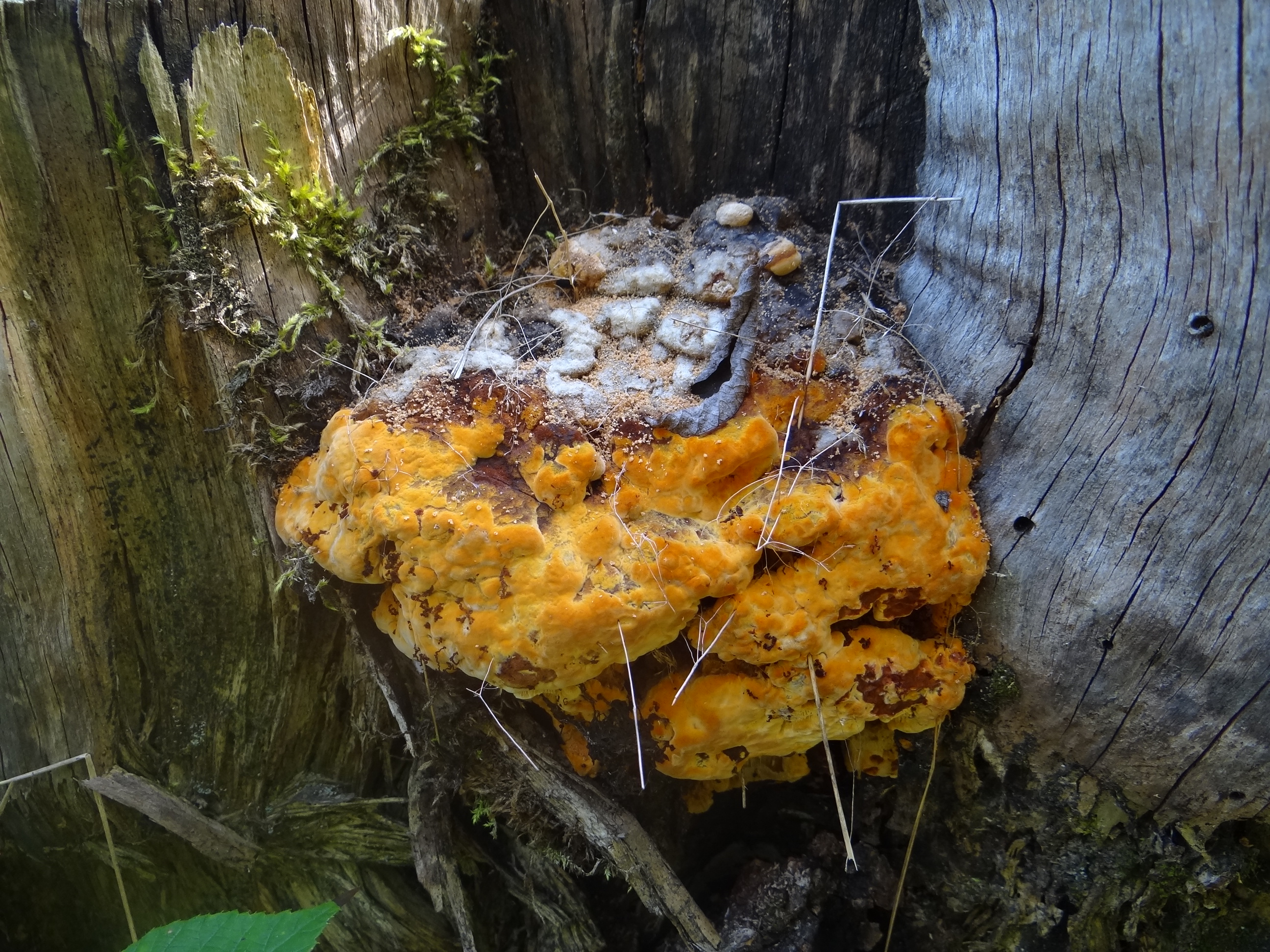
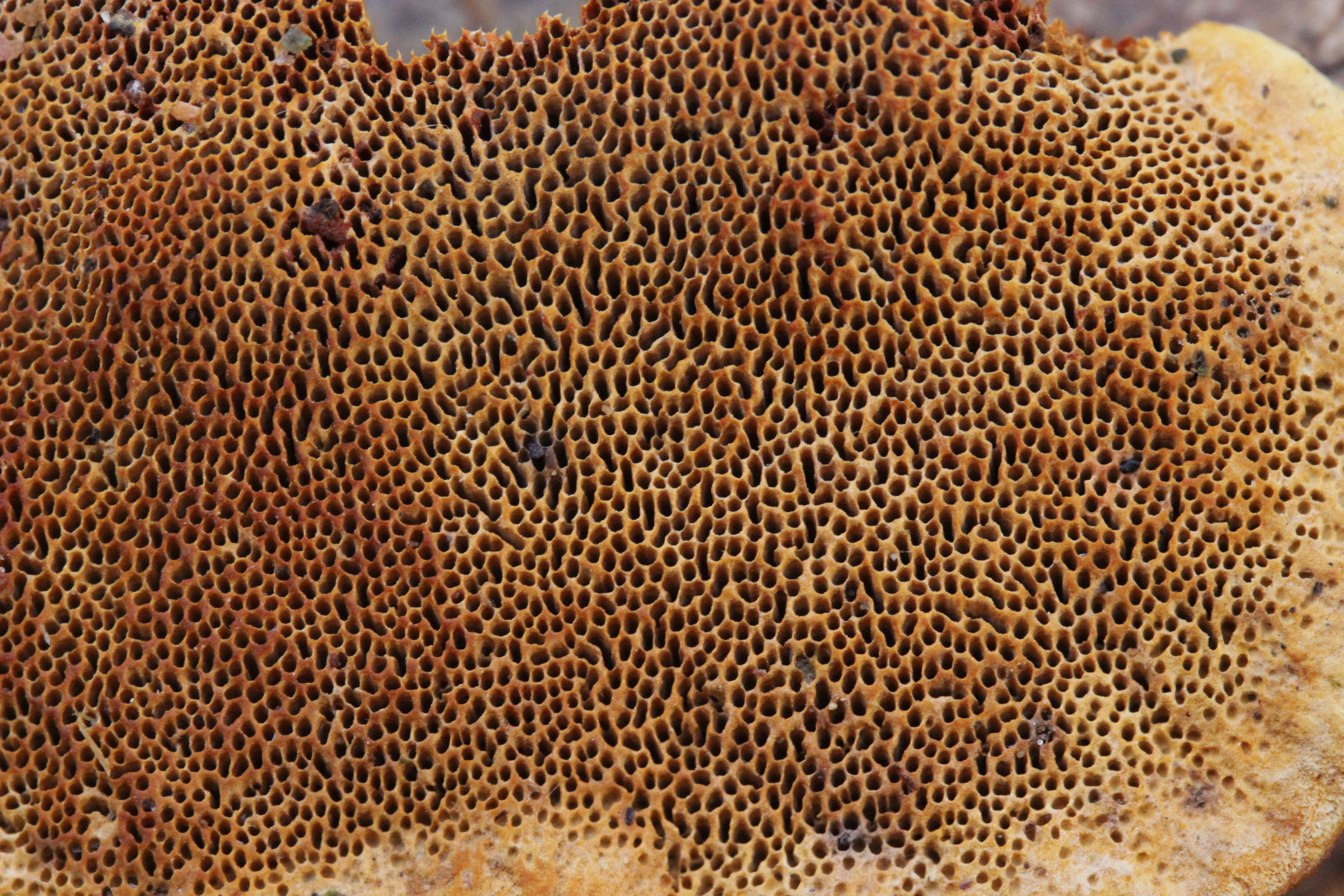

Nem ehető. 